# Baimiao, Duodao
Baimiao är ett stadsdelsdistrikt i Kina. Den ligger i provinsen Hubei, i den centrala delen av landet, omkring 200 kilometer väster om provinshuvudstaden Wuhan. Antalet invånare är 87 602. Befolkningen består av 43 098 kvinnor och 44 504 män. Barn under 15 år utgör 13,0 %, vuxna 15-64 år 78 %, och äldre över 65 år 7,0 %.
Runt Baimiao är det tätbefolkat, med 266 invånare per kvadratkilometer. Närmaste större samhälle är Jingmen, 1,6 km väster om Baimiao. Trakten runt Baimiao består till största delen av jordbruksmark.
Genomsnittlig årsnederbörd är 1 107 millimeter. Den regnigaste månaden är maj, med i genomsnitt 159 mm nederbörd, och den torraste är december, med 14 mm nederbörd.